# Kastelskirken
Kastelskirken ligger i Kastellet (Citadellet "Frederikshavn") i København. Kirken var oprindeligt forbeholdt Kastellets garnison, men fik i 1902 også et civilt sogn. Kastelskirken fejrede 300 års jubilæum i 2004.

## Historie

### Ruses plan
På Hendrick Ruses plan over Kastellet fra omkring 1661 er der indtegnet en bygning (markeret med rødt på tegningen) øst for alarmpladsen med en grundplan, som næsten kun kan tilhøre en kirke. Der er imidlertid ikke nævnt nogen kirke i Ruses kontrakter, og der foreligger heller ingen tegninger til nogen fra Ruses hånd. Der findes en tegning på Nationalmuseet af en opstalt af en kirke med Frederik 3.s monogram, hvilket placerer den i den rigtige tidsperiode, og som passer på Ruses grundplan, men da kirken aldrig blev bygget, er det mere af akademisk interesse. Den er dog anvendt i denne visualisering af Ruses plan.

### Den første Kastelskirke
Oplysningerne om kastellets første kirke er sparsomme. Nord for Artilleristok havde Ruse opført et kommandanthus (markeret med blåt på tegningen) af genbrugsmaterialer fra den gamle toldbod. Det kan ses på planen som en forlængelse, der går længere ind over alarmpladsen end de øvrige stokke. Huset lå dog med en lille smule afstand til stokken.
Huset beskrives som havende en grundmuret kælder, to etager bindingsværk og fuldt valmtag. Efter afleveringen af anlægget omkring årsskiftet 1666-67 stod bygningen ubenyttet hen, indtil kirken flyttede ind et sted mellem 1672 og 1676. Kirken lå på 1. sal ("andet stokværk"), med en udvendig trappe.
I 1696 udarbejdede fortifikationens chef Hans Erasmus von der Pfordten et forslag til ombygning af huset til noget, der minder meget om den nuværende kirke, bare mindre. Man har tidligere ment, at von der Pfordten selv havde fungeret som arkitekt på forslaget, men oplysninger fremkommet i forbindelse med Garnisons Kirke indikerer, at det var samme mand, ingeniørofficeren Georg Philip Müller, som tegnede begge kirker. Ombygningen blev ikke udført, man nøjedes med at reparere nødtørftigt, i venten på at en ny og større kirke blev bygget.
I 1699 rejste man en klokkestabel ved nordenden af kirken mod alarmpladsen.

### Den nuværende Kastelskirkes historie
I 1697 foreslår von der Pfordten, at der bygges en ny kirke vest for alarmpladsen langs Kongebastionen, dér hvor den ligger i dag (markeret med grønt på Ruses tegning). Projektet ligner forslaget til ombygningen af den første kirke så meget, at vi må antage, at det igen er G. P. Müller, der er arkitekt på det. Byggeriet blev sat i gang i 1703 under ledelse af "entreprenør" Domenico Pelli og blev afsluttet 1704, hvor kirken blev indviet 26. november.
Tegningerne til kirken er gået tabt, og de ældste tegninger vi har, stammer fra Chr. Geddes opmåling i 1754, hvor fængslet er bygget til. Der foreligger imidlertid en detaljeret beskrivelse af kirken fra 1709, som kan give os et indtryk af, hvordan kirken så ud i starten:
Bygningen er grundmuret (på det fundament til et slot, som Ruse lagde). Taget og tårnet er kobbertækkede. Der er 14 ens vinduer – i rundbuestil med jernsprosser – fordelt med seks på østsiden, fire på vestsiden og to i hver gavl. Der er to døre, én midt på østsiden og én i nordgavlen. Det er begge fløjdøre med indvendigt vindfang. Over døren på østsiden står årstallet 1704 forgyldt, og i frontispicen på taget findes Frederik 4.s monogram med en krone over, begge dele forgyldt. Tårnet har to klokker og et ur. Beskrivelsen siger ikke noget om murværkets farve, men et maleri fra 1750 indikerer en rødlig berapning. Træværket var malet perlegråt med røde lister og søjlerne marmoreret i rødt og hvidt.
I vindfanget inden for døren i nordgavlen er der til venstre en trappe til pulpiturerne og til højre en lukket stol. Inde i kirkerummet er der to stolerækker langs væggene: "mandfolche" stole på vestre side og "qvindfolch" stole på østre. I sydenden er kor og alter placeret. Gulvet er belagt med kantstillede mursten, i koret dog med fliser. Langs de tre vægge er der pulpiturer, understøttet af 12 søjler. På venstre pulpitur er der fem lukkede stole og på højre én. På resten af disse pulpiturer er der "tvende rader benche for de gemeene". På det nordlige pulpitur står orglet. Loftet er hvælvet over gesimskanten.
Hvornår kobbertaget udskiftes med tegl vides ikke, måske i 1722 hvor der tilkommer kvistvinduer – to på hver langside og et på hver kortside – måske i 1725, hvor fængslet bygges til. Kvistvinduerne forsvinder igen ved den store ombygning i 1857.
Fængslet, som i 1725 bygges op til kirkens vestside, spærrer for de fire vestvendte vinduer, men ikke mere, end at der stadig falder noget lys ind på det vestre pulpitur. Der konstrueres et system af lydkanaler fra kirken ind i fængslet, så fangerne kan følge gudstjenesterne fra deres celler.
I 1750 tilføjes et rocailleværk i stuk omkring monogrammet i frontispicen. I 1961 fornys det hele.
Fra tiden mellem 1750 og 1850 foreligger den næsten ingen oplysninger om kirken, blandt andet fordi kommandantskabets arkiv gik tabt ved den engelske besættelse af Kastellet i 1807.
I 1857 igangsatte stadsarkitekt N.S. Nebelong en større ombygning. Han formodes også havde udformet planerne. Ved denne ombygning fjernede man pulpiturerne langs langsiderne, udskiftede stolerækkerne med nye (egetræsfarvede) og lagde et plankegulv. Stolene langs østvæggen blev ført igennem, så døren blev spærret. Man murede vinduerne i vestsiden og lydkanalerne helt til og opstillede en ny prædikestol.
Den mest markante af Nebelongs ændringer var nok den nye alterniche. Den sydlige endevæg blev trukket frem, så der kunne formes en rundbuet niche omkring altertavlen (se tegningen). Derved dannedes to små rum, et på hver side af alteret, som fungerede som præste- og skriftestol. Tegningen viser også en ny altertavle, som tilsyneladende blev fremstillet (den eksisterer endnu), men aldrig brugt. Efter denne ombygning får kirken kun dagslys fra østvæggens vinduer.
De næste hundrede år sker der ikke de store ændringer i bygningens udseende. I 1880 ændres nordportalen til at ligne østportalen. I 1895 spreder en brand i fyrrummet sig til taget, som derefter må være blevet i hvert fald delvis udskiftet. I 1905 sættes teksten "Jeg er vejen sandheden og livet" på arkitraven over østportalen. Samme år åbnes glamhullerne i spiret, som tidligere har været delvis lukkede. Indvendig dækkes loftshvælvingen med blåmalede plader i 1950.
I 1969 fik kirken et nyt orgel, som ikke dækker hele bagvæggen, så nordvinduerne igen kaster lys ind på orgelpulpituret.
I 1985 begyndte en omfattende restaurering af bygningen. Tagkonstruktionen viste sig at være angrebet af svamp, og store dele af træværket måtte udskiftes, ligesom den øverste del af murkronen måtte ommures. Kirkerummet blev bragt tilbage, om ikke til dets oprindelige udseende, så til dets oprindelige stil. De fleste af Nebelongs ændringer blev fjernet, kun hans prædikestol er bevaret. Alternichen, og dermed de to rum i sydenden, blev fjernet. I stedet blev der indrettet præste- og menighedsrum i det tidligere fængsel, og der blev lavet døre imellem de to bygninger. Rummene på hver side af våbenhuset blev nedlagt, og våbenhuset – det er nærmere et vindfang – blev beklædt med træpaneler, som matcher gavlene på de nye stolestader. Der blev igen åbnet i stolerækkerne, så østdøren kan benyttes. Se i øvrigt beskrivelsen og billederne af kirkebygningen nedenfor.
Kirken blev genindviet i marts 1987. I 1988 modtog kirken Europa Nostras bronzeplakette for restaureringen.

## Kirkebygningen
Kastelskirken fremstår i dag som en enkel barokbygning uden den store udsmykning. Murværket er kalket gult, og taget er tækket med sortglaserede tegl. "Tårnet" – det er nærmere en tagrytter – er beklædt med kobber, og fløjstangens detaljer er forgyldt. Fløjstangen ender i et kors, hvilket egentlig er det eneste, der afslører, at bygningen er en kirke. Over østdøren står byggeåret 1704, inskriptionen fra 1905 er borte igen. Selv om østdøren ikke længere er spærret, er det nordindgangen, der normalt benyttes. Nordindgangens portal fra 1880 er bevaret.
Kirkerummet fremstår meget enkelt, grænsende til det spartanske. Vægge og loft er hvide, træværket perlegråt med forgyldte detaljer, og gulvet er belagt med grålige fliser. Under stolerækkerne er der et let hævet plankegulv. Bortset fra altertavlen finder man kun andre farver end gråt, hvidt og guld på orgelfacaden, stolenes hynder og knæfaldet.
Kirkerummet har ingen udsmykning bortset fra dét, der er på de normale kirkeinventardele (se nedenfor). (Den dag, det ene billede blev taget, var der dog pyntet op med roser på stolegavlene.) I dag giver 10 af de oprindelige 14 vinduer igen lys til kirkerummet. De fire mod fængslet er stadig tilmurede, men man har genåbnet lydhullerne ind til fængslet.
Stolerækkerne går helt frem til koret, som er hævet to trin, så der er ikke nogen egentlig korskranke.
- Nordportalen fra 1880.
- Kirkerum mod alter (syd).
- Kirkerum mod orgel (nord).
- Lydhuller.

## Interiør

### Altertavle
Altertavlen består af tre oliemalerier indsat over hinanden i en udskåret forgyldt træramme. Billedskæreren kendes ikke. Den stammer fra kirkens opførelse, men malerierne er ældre.
Det store maleri i midten – Hyrdernes tilbedelse – er med stor sandsynlighed identisk med altertavlen i den første Kastelskirke. Det er lavet i sidste halvdel af 1600-tallet. Det nederste billede – Den sidste nadver – er stilistisk mage til andre kirkebilleder, som stammer fra omkring 1700. Det øverste billede – Kristus på korset – er fra slutningen af 1600-talet.
Bemærk, at alteret er udsmykket med Kastelskirkens eget 'logo': et græsk kors i et stiliseret omrids af Kastellets fem bastioner.
Kirken råder også over en altertavle fra omkring 1860, sandsynligvis en del af Nebelongs ombygning, men den har aldrig været opstillet i kirken. Det er et maleri af Lucie Ingemann forestillende Kristus som himmelkongen, der modtager de afdødes sjæle. Maleriet er indsat i en nygotisk egetræsramme på 3,2 meter gange 1,47 meter.

### Prædikestole
Kirkens første prædikestol fra 1704 beskrives som et stykke enkelt snedkerarbejde uden nogen særlig udsmykning. Den havde en lydhimmel "lavet af brædder". Den var malet perlegrå og rød som resten af kirkens træværk. Den var anbragt omtrent samme sted som den nuværende, vest for alteret.
Den nuværende prædikestol stammer fra den store ombygning i 1857 og er tegnet af Nebelong. Den var oprindelig i "egetræsfarve", men om det indebærer ådring er ikke helt klart. I 1958 blev den malet perlegrå som det øvrige træværk, med forgyldte figurer. Den havde tidligere en bagvæg med rudeformede felter om et midterfelt med et kors, men den er fjernet, formodentlig ved renoveringen i 1985-87. Lydhimmelen sidder nu for sig selv på væggen over prædikestolen.

### Døbefont
Indtil 1839 havde kirken ikke nogen egentlig døbefont, men man brugte et døbebord. Oprindeligt holdt man dåb i kirkens nordvestlige hjørne i en fontelukkelse. Nu sker det i koret øst for alteret.
Døbefonten er fra omkring 1820 og stod først i Vor Frue Kirke som midlertidig font indtil 1839, hvor den blev overflødig og skænket til Kastelskirken. Den er lavet i træ og i klassicistisk stil. Oprindeligt var den marmoreret i gråt og hvidt, nu står den ensfarvet lysegrå med forgyldte detaljer.

### Orgler
Kirkens første orgel blev leveret af Johan Beverlin og stod klar sommeren 1705. Det kostede 60 rigsdaler, så det har nok ikke været noget stort instrument. Samtidig leverede snedkeren Jochum Jacobsen et billedskærerarbejde i lindetræ, som menes at være det ornament, som stadig sidder på orgelpulpituret.
I 1756 blev der anskaffet et nyt orgel, som man ikke ved ret meget om, ud over at det var et rokoko-orgel, og prisen var 400 rigsdaler. Man ved dog, hvordan facaden så ud, idet det er den facade, som stadig ses på orglet. Instrumentet blev brugt i over hundrede år, på trods af at det til sidst nærmest var uspilleligt.
I 1859 leverede Marcussen & Søn et nyt orgel, som blev godkendt af organisterne J.P.E. Hartmann og Niels W. Gade, men det blev i 1922 erstattet af ét med 35 stemmer og tre manualer, udført af W. Sauer, Frankfurt an der Oder. Orglet
fyldte hele rummet over indgangen og adskiltes fra orgelpulpituret af en gittervæg, så kun den gamle orgelfacade kunne ses.
I 1969 fik kirken sit nuværende orgel fra Poul-Gerhard Andersens Orgelbyggeri. (Marcussen orglet blev solgt til Filips Kirke.) Det har 25 stemmer på to manualer og pedal. Orglet kan være bag den gamle orgelfacade, så bagvæggen ikke længere er skjult.

### Kirkeskib
Kirkeskibet, fregatten Jylland, er en gave fra kirkens tidligere præst A. V. Storm (eller muligvis finansieret med en gave, Storm modtog på kirkens vegne. Kilderne er uenige.) Det er udført af Gorm Clausen fra Marstal i 1930.

### Fane
I lighed med Garnisons Kirke og Holmens Kirke har Kastelskirken en kirkefane. Den er skænket af 1. Regiment, Danske Livregiments Soldaterforening i forbindelse med Kastellets 325 års dag den 28. oktober 1989. Fanen er kun fremme under de kirkelige handlinger. Fanedugen blev fornyet i 2004, betalt af Forsvarschefen og af chefen for Hærens Operative Kommando, samt 1. Regiment, Danske Livregiments Soldaterforening.

## Gravminder
Der er ingen kirkegård tilknyttet Kastelskirken.

### Literatur
- Danmarks Kirker, København, bind 2: Kastelskirken. s. 401-460 (Hæfte 12), Nationalmuseet 1960-1965.
- Kastelskirken i 300 år. 1704-2004., redaktion: Torsten Cumberland Jacobsen, ISBN 87-990118-0-8.

## Eksterne kilder og henvisninger
- Wikimedia Commons har flere filer relateret til Kastelskirken
- Kastelskirken hos KortTilKirken.dk
- Kastelskirken hos danmarkskirker.natmus.dk (Danmarks Kirker, Nationalmuseet)